# Бічиці-Гурні
Бічиці-Гурні (пол. Biczyce Górne) — село в Польщі, у гміні Хелмець Новосондецького повіту Малопольського воєводства.
Населення — 569 осіб (2011).

## Демографія
Демографічна структура станом на 31 березня 2011 року:
|          | Загалом | Допрацездатний вік | Працездатний вік | Постпрацездатний вік |
| -------- | ------- | ------------------ | ---------------- | -------------------- |
| Чоловіки | 291     | 80                 | 184              | 27                   |
| Жінки    | 278     | 70                 | 158              | 50                   |
| Разом    | 569     | 150                | 342              | 77                   |